# Mariusz Wawrzyńczyk
Mariusz Wawrzyńczyk (ur. 27 sierpnia 1988 w Będzinie) – polski piosenkarz i autor tekstów.
Zwycięzca w konkursie „Debiutów” podczas 52. Krajowego Festiwalu Piosenki Polskiej w Opolu (2015). 

## Życiorys
Jest absolwentem Policealnego Studium Piosenkarskiego im. Czesława Niemena w Poznaniu (2012).
Był wokalistą i tancerzem zespołu folklorystycznego Lubuskie Słoneczko. Był przez dwa lata wokalistą rockowego zespołu Jaad z Żar. Z gubińskim zespołem Dobre Piwo nagrał w 2012 album pt. Chore zmysły, a z Krzysztofem Jaryczewskim nagrał piosenkę „Ten wasz świat”.
Jest laureatem Festiwalu Twórców Piosenki Polskiej, Festiwalu Piosenki Angielskiej w Brzegu, Międzynarodowego Festiwalu Piosenki Młodej Europy „Cantato Cantare” i Festiwalu im. Czesława Niemena w Luboniu. Jest stypendystą Marszałka Województwa Lubuskiego za „wybitne osiągnięcia artystyczne”.
Komponują dla niego kompozytorzy, m.in. Adam Abramek, Marcin Nierubiec i Tomasz Lubert. Śpiewał w duecie z Anią Rusowicz. W 2015 dzięki wykonaniu utworu Skaldów „Nie widzę ciebie w swych marzeniach” w duecie z Justyną Panfilewicz zwyciężył w koncercie „Debiutów” podczas 53. Krajowego Festiwalu Piosenki Polskiej w Opolu. Występował gościnnie w programach telewizyjnych: Pytanie na śniadanie, Dzień dobry TVN, Świat się kręci, Szansa na sukces (TVP2) i Bitwa na głosy w grupie Urszuli Dudziak.

## Dyskografia
Albumy studyjne
- 2018 – Zawsze pod wiatr[8]

Single
- 2012 – Lepiej bez słowa[9][1]
- 2013 – Jedyny raz[1]
- 2013 – Jeszcze wierzę[1]
- 2014 – Miłość wśród nas[1]
- 2015 – Będzie dobrze[1]